# Megatoma trichorhopalum
Megatoma trichorhopalum är en skalbaggsart som först beskrevs av William James Beal 1967.  Megatoma trichorhopalum ingår i släktet Megatoma och familjen ängrar. Inga underarter finns listade i Catalogue of Life.